# Largo Winch
Largo Winch és un personatge de ficció i una sèrie de còmics de thriller empresarial francobelga, formada per díptics, dibuixats per Philippe Francq i amb guió de Jean Van Hamme a partir de les seves novel·les sobre el personatge Largo Winch, publicades a partir de 1990 per Dupuis a la col·lecció “Spotting”. El volum nùmero 20, titulat Twenty seconds és l'últim amb guió de Jean Van Hamme. Els guions dels següents àlbums estan escrits per Éric Giacometti. Se n'han fet adaptacions cinematogràfiques, per televisió i videojocs.

## Argument
Nerio Winch, fou un vell home de negocis al capdavant d'un imperi financer de deu mil milions de dòlars, va morir assassinat per un executiu del Grup W. Creant un suspens arreu del món, els que l'envolten creuen que no té fills ni possibles hereus. Excepte pel fet que va adoptar en secret un orfe iugoslau anomenat Largo Winczlav per tal d'assegurar la continuïtat del seu grup. Ara, Largo Winch, de vint-i-sis anys, hereta tota la seva fortuna i es troba al capdavant de l'enorme imperi financer que és el Grup W.
Aquest playboy amb texans és ràpidament atret, disgustat o sotmès per tots els seus milers de milions. Atrapat en el passat i lluitant contra un futur massa nociu, el multimilionari playboy viu aventures emocionants amb els seus amics, Simon Ovronnaz, un antic lladre, i Freddy Kaplan, un aviador monegasc d'origen israelià.

## La sèrie

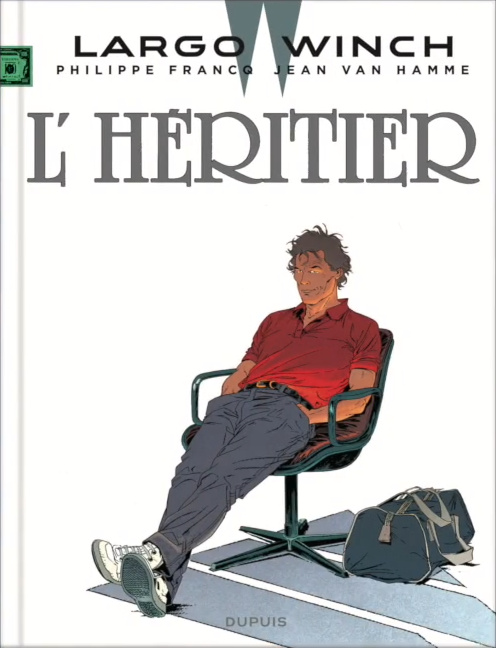
Portada d'un dels àlbums de Largo Winch

Gràcies al proverbi "Els diners no donen la felicitat", el personatge Largo Winch va néixer, en plena nit de novembre de 1973 a Nova York, de la imaginació de Jean Van Hamme en companyia de Greg (editor en cap del Journal de Tintin en aquella època), quan buscaven idees per a la creació d'un còmic per oferir als dibuixants nord-americans.
El guió explica la vida d'un jove i ric hereu de les altes finances, constantment en competència amb altres multimilionaris gelosos d'ell, en el qual Jean Van Hamme es va inspirar en les seves pròpies experiències com a enginyer comercial graduat, com a professor associat d'economia política i els seus viatges a diferents països. Greg el tradueix i el ven al mercat americà per al qual buscava desenvolupar relacions editorials entre Bèlgica i els Estats Units.
Finalment, trien a John Prentice (1920-1999), el successor d'Alex Raymond per continuar la tira còmica, Rip Kirby (1946). Després d'unes quantes pàgines acabades, el dibuixant es cansa de dibuixar-lo i el deixa. Jean Van Hamme està tranquil, perquè no apreciava els seus dibuixos.

## Publicació
Totes les històries de la sèrie es publiquen en dos volums, el primer és el que posa a Largo en una situació impossible, i el segon el deixa sortir-ne. A més, tots dos volums comparteixen el mateix color de fons a la portada. Les històries apareixen originalment en francès i s'han traduït a diversos idiomes, com ara croat, danès, holandès, anglès, alemany, grec, polonès, portuguès, serbi, castellà, suec, italià i tàmil. La sèrie es troba entre les sèries de còmics més populars en francès, amb unes vendes anuals de prop de 500.000 còpies. A Catalunya la va publicar per primera vegada l'editorial Grijalbo en castellà el 1992 i del 2004 en endavant Norma editorial.